# Pekinški narodni stadion ''Ptičje gnezdo''
Nacionalni stadion (国家体育场), znan tudi kot Ptičje gnezdo (鸟巢), je stadion na olimpijskem stadionu v Čaojangu v Pekingu na Kitajskem. Nacionalni stadion, ki se razprostira na 204.000 kvadratnih metrih in sprejme 80.000 ljudi (91.000 z začasnimi sedeži), se je gradnja začela decembra 2003, uradno se je začela gradnja marca 2004 in je bil dokončan junija 2008.
Nacionalni stadion je v lasti in upravljanju partnerskega podjetja med Beijing Municipal State-owned Assets Management Co Ltd (58 %) in CITIC Group (42 %).
Stadion je bil zasnovan za poletne olimpijske in paraolimpijske igre leta 2008. Uporabljali so ga tudi med zimskimi olimpijskimi in paraolimpijskimi igrami leta 2022.

## Zgodovina
Stadion, ki je na olimpijskem igrišču v Pekingu, je stal 428 milijonov ameriških dolarjev. Načrt je bil aprila 2003 dodeljen švicarskemu arhitekturnemu podjetju Herzog & de Meuron po postopku zbiranja ponudb, ki je vključeval 13 končnih predlogov. Zasnova, ki je izhajala iz študije kitajske keramike, je uporabila jeklene nosilce, da bi skrila nosilce za zložljivo streho, kar je stadionu dalo videz ptičjega gnezda. Umetniški svetovalec pri projektu je bil vodilni kitajski umetnik Ai Weiwei. Zložljiva streha je bila kasneje odstranjena iz zasnove, potem ko je navdihnila najbolj prepoznaven videz stadiona. Temeljni kamen je bil položen 24. decembra 2003, stadion pa je bil uradno odprt 28. junija 2008. Načrtuje se izgradnja nakupovalnega središča in hotela za povečanje uporabe stadiona, ki je imel po olimpijskih igrah težave s privabljanjem dogodkov, nogometa in drugih dogodkov.

## Izbor
Leta 2001, preden je Peking dobil organizacijo iger, je mesto izvedlo postopek zbiranja ponudb za izbiro najboljše zasnove arene. Za vsak dizajn so bile postavljene številne zahteve, vključno z možnostjo uporabe po olimpijskih igrah, zložljivo streho in neverjetno nizkimi stroški vzdrževanja. Seznam prijavljenih se je zožil na trinajst končnih dizajnov. Li Šingang iz Kitajske skupine za arhitekturno oblikovanje in raziskave (CADG) je po tem, ko je v razstavni dvorani postavil model predloga za 'gnezdo' in videl konkurenčne prispevke, dejal, da si je od končnih trinajstih mislil: »To bomo zmagali«. Model je strokovna komisija odobrila kot najboljši dizajn in ga kasneje razstavila javnosti. Ponovno je bil izbran za najboljši dizajn. Zasnova "gnezda" je postala uradna aprila 2003.

## Oblikovanje
Pekinški nacionalni stadion (BNS) je bil skupni projekt arhitektov Jacquesa Herzoga in Pierra de Meurona iz podjetja Herzog & de Meuron, projektnega arhitekta Stefana Marbacha ter CADG, ki ga je vodil glavni arhitekt Li Šingang. Na svojem prvem srečanju leta 2003 v Baslu se je skupina odločila, da bo naredila nekaj drugačnega od tistega, kar sta Herzog in de Meuron tradicionalno načrtovala. »Kitajska je želela imeti nekaj novega za ta zelo pomemben stadion,« je izjavil Li. V prizadevanju, da bi zasnovali stadion, ki bi bil »porozen«, hkrati pa »kolektivna stavba, javna posoda«,[11] je ekipa preučevala kitajsko keramiko. Ta miselnost je ekipo pripeljala do »sheme gnezda«. Stadion je sestavljen iz dveh neodvisnih struktur, ki stojita 15 metrov narazen: rdeče betonske sedežne sklede in zunanjega jeklenega okvirja okoli nje.
V poskusu, da bi skrili jeklene nosilce za zložljivo streho, ki so bili potrebni v postopku oddaje ponudb, je ekipa razvila »naključno videti dodatno jeklo«, da bi se nosilci zlili s preostalim delom stadiona. Notranjo skledo obdaja štiriindvajset rešetkastih stebrov, vsak tehta 1000 ton. Kljub naključnemu videzu stadiona je vsaka polovica skoraj simetrična. Po zrušitvi strehe na letališču Charles de Gaulle je Peking pregledal vse večje projekte. Odločili so se, da bodo iz zasnove izločili zložljivo streho, prvotni navdih za zasnovo 'gnezda' in 9000 sedežev. Odstranitev elementov je pripomogla k temu, da se je projekt s prvotnih 500 milijonov dolarjev zmanjšal na 290 milijonov dolarjev. Z odstranitvijo zložljive strehe je bila stavba olajšana, kar ji je pomagalo prenesti potresno aktivnost; vendar je bil zgornji del strehe spremenjen, da bi zaščitil navijače pred vremenskimi vplivi. Enerpac je prejel pogodbo za izvedbo dvigovanja in spuščanja odra na strehi stadiona kot del gradbenega procesa. Podjetji China National Electric Engineering Co Ltd in China National Mechanical Engineering Corporation sta dvignili in zvarili jekleno konstrukcijo. Zaradi zunanjega videza stadiona je dobil vzdevek Ptičje gnezdo. Izraz sta prva uporabila Herzog & de Meuron, čeprav oba še vedno verjameta, da »bi moralo obstajati veliko načinov dojemanja stavbe«. Uporaba je kompliment, je pojasnil Li: »Na Kitajskem je ptičje gnezdo zelo drago, nekaj, kar jeste ob posebnih priložnostih.«

## Gradnja
Gradnja stadiona je potekala v več ločenih fazah, prva faza je vključevala gradnjo betonske nosilne konstrukcije na betonskih temeljih, postavljenih za gradbišče. Sledila je fazna montaža ukrivljenega jeklenega okvirja, ki obdaja stadion in je v veliki meri samonosilni. Ta fazna montaža je vključevala medsebojno povezavo delov ukrivljenega jeklenega okvirja, izdelanega v Šanghaju in prepeljanega v Peking za montažo in varjenje. Celotna konstrukcija medsebojno povezanih delov je bila zvarjena kot glavno sredstvo medsebojne povezave, ki je bilo uporabljeno za sestavljanje celotne okolice gnezda. Po odstranitvi nosilnih stebrov, ki so bili uporabljeni za pospešitev montaže medsebojno povezanih delov, se je dokončana konstrukcija gnezda kot celota posedla za približno 27 cm, da je dosegla popolno stabilnost, preden je bilo mogoče namestiti in dokončati notranjo zasnovo in gradnjo stadiona.

## Zaključek
Temeljni kamen na olimpijskem zelenici za Pekinški narodni stadion je bil položen 24. decembra 2003. Na vrhuncu gradnje je na stadionu delalo 17.000 gradbenih delavcev. Portreti 143 delavcev migrantov na gradbišču so bili predstavljeni v knjigi Delavci (Gong Ren) umetnice Helen Couchman. 1. januarja 2008 je The Times poročal, da je med gradnjo umrlo 10 delavcev, kljub zanikanju kitajske vlade. Vendar pa je Reuters v članku naslednji teden s podporo kitajske vlade poročal, da sta umrla le dva delavca. Vseh 121.000 ton jekla je bilo izdelanih na Kitajskem. 14. maja 2008 je bilo travnato igrišče s površino 7811 kvadratnih metrov položeno v 24 urah. Igrišče je modularni sistem trate podjetja GreenTech ITM. Pekinški nacionalni stadion je bil uradno odprt na slovesnosti 28. junija 2008.
- Ptičje gnezdo ponoči med poletnimi olimpijskimi igrami v Pekingu leta 2008
- Ptičje gnezdo leta 2008
- V gradnji septembra 2007
- Notranjost